# High School Musical (franchise)

Il cast del film nella scena conclusiva di High School Musical 3: Senior Year. Da sinistra, Ashley Tisdale, Corbin Bleu, Vanessa Hudgens, Zac Efron, Monique Coleman e Lucas Grabeel.

High School Musical  è un media franchise incentrato su tre film della Disney diretti da Kenny Ortega e creati da Peter Barsocchini.
Il primo film era stato pensato come un semplice film Disney per la televisione, ma dopo il grande successo riscontrato in tutto il mondo è stato seguito da un sequel televisivo. Il terzo ed ultimo film è invece uscito al cinema.
Gli attori principali per questa saga sono Zac Efron, Vanessa Hudgens, Ashley Tisdale, Lucas Grabeel, Corbin Bleu, e Monique Coleman.
Tisdale e Grabeel hanno ripreso i panni di Sharpay e Ryan Evans nello spin-off Sharpay's Fabulous Adventure, che però è stato distribuito direttamente sul mercato home video. 
Il film ha anche ispirato numerose versioni localizzate, adattamenti teatrali, videogiochi e molto altro ancora.

## Film

### High School Musical(2006)
Troy Bolton, l'atleta di turno, e Gabriella Montez, una ragazza timida ma molto intelligente, si incontrano ad una festa: i due vengono inaspettatamente scelti per cantare al karaoke. Dopo la fine delle vacanze di Natale, al rientro a scuola, la madre di Gabriella viene trasferita ad Albuquerque, nel New Mexico, così la ragazza inizia a frequentare la East High School dove ritrova Troy Bolton, il capitano della squadra di basket chiamata "Wildcats". Il giorno delle audizioni, Chad Danforth, migliore amico di Troy, avvisa il suo compagno che gli allenamenti proseguiranno fino all'intervallo, ma Troy invece va a vedere di nascosto i provini per il musical organizzato dalla professoressa Darbus. Ma non è il solo ad essere lì, anche Gabriella è con Troy ad assistere ai provini, seguiti alla fine dall'esibizione di Sharpay e Ryan. Gabriella decide all'ultimo minuto di partecipare e Troy decide di farle da partner, ma la Darbus nega loro la partecipazione. Dopo averli sentiti cantare, cambia idea e da loro una seconda opportunità per presentarsi ai provini finali.
Dopo aver saputo dei provini, Taylor McKessie, compagna di squadra e amica di Gabriella, e Chad escogitano un piano per impedire a Gabriella e Troy di parteciparvi. La squadra di basket persuade Troy facendogli dire che Gabriella non è poi così importante, e Gabriella ascolta il tutto con una webcam che era stata piazzata in un computer presente negli spogliatoi. Ferita e mortificata, Gabriella rinuncia ai provini. Dopo aver capito di aver fatto la cosa sbagliata, Chad e Taylor dicono la verità ai due, che decidono di fare il provino finale. Sharpay e Ryan Evans però dal loro canto persuadono la Darbus affinché rinvii il giorno delle audizioni così che coincida con quello della finale di basket e delle gare di decathlon di scienze. Il tanto atteso giorno arriva: Taylor e Gabriella inviano un virus nel sistema elettronico della scuola per far saltare la corrente in palestra, così che venga evacuata facendo in modo che Troy si possa recare di corsa all'audizione. Al termine della gara di chimica, le ragazze modificano un composto chimico tossico così da far uscire tutti dall'aula e portarli in teatro. Troy e Gabriella corrono quindi in teatro per l'audizione. Tutto il pubblico li acclama e i due vincono brillantemente i provini, la partita e il decatlon.

### High School Musical 2(2007)
È arrivata l'estate. Troy cerca di trovare un lavoro estivo per guadagnare dei soldi e viene chiamato dal signor Fulton, direttore del Country Club Lava Springs, come dipendente del suo centro. Durante la telefonata, Troy persuade l'uomo a far assumere anche tutti i suoi amici e la sua amata Gabriella affinché trascorrano un'estate all'insegna del lavoro, ma anche del divertimento; così Gabriella trova un lavoro come bagnina, Chad come cameriere, Taylor come collaboratrice, Zeke, Martha, Jason come cuochi e Kelsi come pianista. Tra un piatto da cucinare e uno da lavare, Kelsi convince Troy e Gabriella a partecipare al Talent Show che si tiene annualmente ad ogni fine estate insieme a tutto il resto dei Wildcats.
Nel frattempo, Troy continua a lavorare al Lava Springs, ma viene promosso ad insegnante di golf; il ragazzo accetta, non sapendo però che l'intera questione è un piano di Sharpay per allontanarlo da Gabriella. Come se non bastasse Troy viene invitato a cena dai genitori di Sharpay e dialogando con dei dirigenti molto importanti, gli viene proposto di unirsi ad una squadra di basket molto popolare. A fine serata Troy promette a Sharpay che canterà con lei nel Talent Show di fine estate. Stanca della situazione, Gabriella decide di andarsene lasciando Troy in lacrime. Arrabbiato per aver perso Gabriella e litigato con i suoi amici, Troy decide di finirla con Sharpay piantandola proprio il giorno dello spettacolo. Saputo della scelta del ragazzo, Chad e i suoi amici lo perdonano e Taylor convince Gabriella a tornare al Country Club. A gran sorpresa per Troy, i due cantano un romantico brano e ritornano finalmente insieme per poi baciarsi sotto le stelle...e gli irrigatori!

### High School Musical 3: Senior Year(2008)
È arrivato l'anno del diploma e i Wildcats decidono di preparare uno spettacolo riguardante i loro ultimi anni alla East High. Durante i preparativi, la Darbus rivela che Sharpay, Ryan, Kelsi, e, inaspettatamente, anche Troy sono stati tutti considerati per una borsa di studio alla Julliard, ma che solo uno di loro verrà scelto dalla commissione. Sharpay quindi ordina al fratello di spiare Kelsi affinché scopra il brano che ha composto per Troy e Gabriella. Nel mentre, Gabriella insegna a Troy il ballo del valzer, Chad chiede a Taylor se voglia andare al ballo del diploma con lui ed inizia a crearsi un certo feeling tra Kelsi e Ryan. Il gruppo comincia così ad iniziare le prove per il musical e Ryan compone insieme a Kelsi il brano per Troy e Gabriella. Intanto, Sharpay e Tiara Gold scoprono che Gabriella ha la possibilità di frequentare il college prima del previsto e decidono di dirlo a Troy, il quale a sua volta spinge Gabriella a trasferirsi per il suo bene, nonostante il suo cuore ormai appartiene alla East High. Il padre di Troy, Jack Bolton, parla con suo figlio riguardo al suo futuro. Ma Troy si arrabbia e, confuso, sfoga la sua rabbia nel teatro della scuola, nel quale ritrova la signora Darbus (la quale svela a Troy che era stata proprio lei ad inserire il suo nome tra i ragazzi per la borsa di studio alla Juliard).
A peggiorare la situazione ci pensa Gabriella che, in una telefonata, dichiara a Troy di non voler tornare per il ballo di fine anno e decide quindi di lasciarlo. Il ragazzo non si dà per vinto e raggiunge Gabriella. Lo stesso giorno va in scena lo spettacolo che, con il ritorno della coppia, si rivela un gran successo e vengono svelati anche i fortunati vincitori della borsa di studio alla Julliard: Kelsi e Ryan. Troy decide di andare all'Università della California, Berkeley, per poter giocare a basket ma anche cantare e stare vicino a Gabriella. Sharpay decide di andare all'università di Albuquerque per continuare ad aiutare la Darbus nel Drama Club, prendendosi così la rivincita su Tiara.

### High School Musical 4: East Meets West
Annunciato il 1 marzo 2016, la Disney ha ufficializzato lo sviluppo di un quarto capitolo della saga con un cast tutto nuovo.
Il film vede come protagonisti Erin, una giocatrice di calcio che vuole entrare a tutti i costi nella squadra, Derek, il cattivo ragazzo che è anche un ballerino, Campbell, cugino di Sharpay e Ryan Evans, nonché star del teatro che si è invaghito di Erin, Tamara, la cheerleader e ragazza popolare della scuola, e Nathalie, anch'essa cheerleader e migliore amica di Erin.
Il film non ha mai visto la luce, infatti è stata prodotta una serie spin-off al posto del film dal titolo High School Musical: The Musical - La Serie.

## Cast
| Personaggio      | Film                | Film                  | Film                               | Spin-off                         |  |
| Personaggio      | High School Musical | High School Musical 2 | High School Musical 3: Senior Year | La favolosa avventura di Sharpay |  |
| ---------------- | ------------------- | --------------------- | ---------------------------------- | -------------------------------- |  |
| Troy Bolton      | Zac Efron           | Zac Efron             | Zac Efron                          |                                  |  |
| Gabriella Montez | Vanessa Hudgens     | Vanessa Hudgens       | Vanessa Hudgens                    |                                  |  |
| Sharpay Evans    | Ashley Tisdale      | Ashley Tisdale        | Ashley Tisdale                     | Ashley Tisdale                   |  |
| Ryan Evans       | Lucas Grabeel       | Lucas Grabeel         | Lucas Grabeel                      | Lucas Grabeel                    |  |
| Chad Danforth    | Corbin Bleu         | Corbin Bleu           | Corbin Bleu                        |                                  |  |
| Taylor McKessie  | Monique Coleman     | Monique Coleman       | Monique Coleman                    |                                  |  |
| Kelsi Nielsen    | Olesya Rulin        | Olesya Rulin          | Olesya Rulin                       |                                  |  |
| Zeke Baylor      | Chris Warren Jr.    | Chris Warren Jr.      | Chris Warren Jr.                   |                                  |  |
| Jason Cross      | Ryne Sanborn        | Ryne Sanborn          | Ryne Sanborn                       |                                  |  |
| Martha Cox       | Kaycee Stroh        | Kaycee Stroh          | Kaycee Stroh                       |                                  |  |
| Ms. Darbus       | Alyson Reed         | Alyson Reed           | Alyson Reed                        |                                  |  |
| Jack Bolton      | Bart Johnson        | Bart Johnson          | Bart Johnson                       |                                  |  |
| Mrs. Montez      | Socorro Herrera     |                       | Socorro Herrera                    |                                  |  |
| Vance Evans      |                     | Robert Curtis Brown   | Robert Curtis Brown                | Robert Curtis Brown              |  |
| Darby Evans      |                     | Jessica Tuck          | Jessica Tuck                       | Jessica Tuck                     |  |
| Mrs. Bolton      | Leslie Wing Pomeroy | Leslie Wing Pomeroy   | Leslie Wing Pomeroy                |                                  |  |
| Mr. Fulton       |                     | Mark L. Taylor        |                                    |                                  |  |
| Tiara Gold       |                     |                       | Jemma McKenzie-Brown               |                                  |  |
| Donny Dion       |                     |                       | Justin Martin                      |                                  |  |
| Jimmie Zara      |                     |                       | Matt Prokop                        |                                  |  |
| Mr. Danforth     |                     |                       | David Reivers                      |                                  |  |
| Mrs. Danforth    |                     |                       | Yolanda Wood                       |                                  |  |
| Principal Matsui | Joey Miyashima      |                       | Joey Miyashima                     |                                  |  |

## Discografia

### Colonne sonore
- 2006: High School Musical
- 2007: High School Musical 2
- 2008: High School Musical 3: Senior Year

### Album live
- 2007: High School Musical: Il concerto

## Spin-off

### Sharpay's Fabulous Adventure(2011)
Nel 2011 è stato distribuito un nuovo film dedicato al personaggio di Sharpay Evans (interpretato da Ashley Tisdale). Nel film Sharpay viene scoperta da un talent scout durante un evento di beneficenza in cui la ragazza si esibisce col cane Boi. Sharpay si trasferisce così a New York per sfondare nei teatri di Broadway. Ben presto però scoprirà che l'ambiente teatrale è molto più duro di quel che pensava. Sharpay capirà che il talent scout ha notato il cane e non lei. Invece di disperarsi diventa l'agente di Boi. Sharpay conoscerà Callum, un affascinante studente di cinema.

### High School Musical - La sfida(Argentina)
High School Musical - La sfida (High School Musical: El Desafío) è uno spin-off del film americano per il mercato argentino nel febbraio 2008.

### High School Musical - La sfida(Messico)
High School Musical - La sfida (High School Musical: El Desafío) è uno spin-off del film americano per il mercato messicano, ispirato dal libro Battle of the Bands. Prodotto per il cinema, presenta otto nuove canzoni scritte esclusivamente per il lungometraggio. È stato prodotto dalle stesse case di produzione della controparte argentina.

### High School Musical(Cina)
High School Musical: China (歌舞青春S, Ge wu qing chunP) è uno spin-off del film americano per il mercato cinese, uscito nei cinema il 12 agosto 2010.

### High School Musical: The Musical - La serie
High School Musical: The Musical - La serie è uno spin-off del film americano ambientato nel 2019 nella stessa East High, uscito in Esclusiva su Disney+ a novembre  2019 in contemporanea al lancio della piattaforma.

## Altri media

### Versioni sul palco

#### High School Musical: Il Concerto
Il tour dell'"High School Musical: Il Concerto" è iniziato il 29 novembre 2006 a San Diego in California. Il tour è continuato fino al 28 gennaio 2007, con rappresentazioni nelle più importanti città di Stati Uniti, Canada America Latina. Nel concerto erano presenti tutti i membri del cast originale tranne Zac Efron, poiché era impegnato nelle riprese di Hairspray. Efron è stato sostituito da Drew Seeley (che aveva già prestato la voce ad Efron per tutte le canzoni del primo film). Nel concerto sono state cantate tutte le canzoni dal primo film e anche brani solisti di Vanessa Hudgens, Ashley Tisdale e Corbin Bleu.

#### Versione teatrale

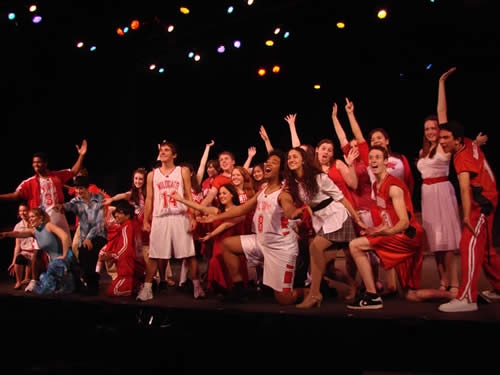
Il cast originale di "High School Musical on Stage!".

Come la controparte americana con "High School Musical: On stage!", anche in Italia è approdata la versione teatrale del film intitolata High School Musical - Lo spettacolo. A curare il tutto è stata la Compagnia della Rancia, i testi italiani sono stati scritti da Franco Travaglio, mentre le coreografie sono state create e prodotte da Gillian Bruce.
Tutti i testi sono stati tradotti in lingua italiana e sono anche stati creati due numeri musicali in più: "Mix di Cellulari" e "Ci Fidiamo di Te". Il tour italiano ha toccato più di venti città italiane e ha per protagonisti Jacopo Sarno nei panni di Troy Bolton e Denise Faro nel ruolo di Gabriella Montez.

#### Ice tour
La "Feld Entertainment" ha prodotto un tour globale intitolato High School Musical: The Ice Tour che ha avuto la prima mondiale a New York il 29 settembre 2007. Il tour ha anche coinvolto l'Italia nel mese di dicembre 2007 toccando le città di Milano e Roma. Nessun membro del cast originale è stato utilizzato per la produzione di questa versione sul ghiaccio, ma sono stati presi i migliori pattinatori del mondo, inclusi Jordan Brauninger, uno dei membri del World Junior Bronze Medalist del 2004 e Bradley Santer. Nello show sono presenti tutte le canzoni del primo film e anche del suo sequel, High School Musical 2.

### Reality
Durante luglio e agosto del 2009 la ABC ha trasmesso un reality basato sul film dal titolo High School Musical: Get in the Picture
 condotto da Nick Lachey. Il vincitore dello show è apparso in un video musicale durante i titoli di coda di High School Musical 3: Senior Year.

### Videogiochi
Dal film sono stati ispirati diversi videogiochi per Nintendo DS, Wii e PlayStation 2. In Italia sono usciti i seguenti: High School Musical: Sing It!, High School Musical: Tutti in scena! e High School Musical 2: Work This Out. Per il terzo film sono stati programmati High School Musical 3: Senior Year DANCE! e High School Musical 3: Senior Year DS.

### Libri
Nel giugno 2006 la Disney Press ha pubblicato High School Musical, il romanzamento del film. Il libro si piazza al primo posto della classifica dei bestseller del New York Times e vi rimase per sedici settimane. Alla data di agosto 2007 il romanzo aveva venduto più di 4,5 milioni di copie. Il seguito, High School Musical 2, ha invece venduto 1 milione di copie. Il 23 settembre 2008 è uscito High School Musical 3: Senior Year. Poco dopo l'uscita del libro, la Disney annunciò la realizzazione di una serie di libri intitolata "Storie da East High".

### Fumetti
Tra il 2007 e il 2010 la Disney Italia ha prodotto e pubblicato una serie a fumetti, realizzata da artisti italiani, per l'omonima rivista ufficiale del franchise. Parte dei fumetti sono stati pubblicati anche in altri Paesi, come Finlandia e Grecia.
La casa editrice giapponese Shūeisha ha pubblicato, nel 2008, High School Musical (ハイスクールミュージカル?, Hai Sukūru Myūjikaru), manga tratto dal terzo film, disegnato da Mari Asabuki e raccolto in un tankōbon.

### Reunion
Il 20 gennaio 2016 per celebrare il decimo anniversario dal primo film, tutto il cast principale (ad eccezione di Zac Efron, impegnato nella promozione del suo ultimo film Nonno scatenato) si è riunito per festeggiare i dieci anni di High School Musical. Lo speciale è andato in onda solo in America su Disney Channel, mentre in Italia su Disney Channel sono solo stati ritrasmessi i primi due capitoli della saga, sia nella versione standard che in quella Lo sai che....